# Granični prijelaz Masnaa
Granični prijelaz Masnaa međunarodni je granični prijelaz između zemalja Libanona i Sirije. Povezuje carinske punktove Masnaa (Libanon) i Jdeidat Yabous (Sirija). Ničija zemlja u duljini od 8 km pustog neutralnog teritorija razdvaja dvije postaje graničnog prijelaza. To je glavni granični prijelaz između ove dvije zemlje, a povezuje glavne gradove Beirut i Damask.

## Recentna povijest
Granica je u svojoj povijesti bila mnogo puta zatvorena i bila je predmetom stalnih kontroverzi, uglavnom zbog svoje manje uloge u bliskoistočnim neprijateljstvima. Dana 29. travnja 2010., američko sigurnosno izaslanstvo posjetilo je prijelaz, što je izazvalo zabrinutost libanonske vlade i militanata Hezbollaha koji djeluju izvan Libanona.